# 科斯塔塞里纳
科斯塔塞里纳（義大利語：Costa Serina），是意大利贝加莫省的一个市镇。总面积12平方公里，人口978人，人口密度81.5人/平方公里（2009年）。国家统计（ISTAT）代码为016247。